# Onthophagus cornifrons
Onthophagus cornifrons är en skalbaggsart som beskrevs av Thomson 1858. Onthophagus cornifrons ingår i släktet Onthophagus och familjen bladhorningar. Inga underarter finns listade i Catalogue of Life.